# Peter Baert
Peter Baert (Izegem, 8 augustus 1963 – Stokrooie, 30 april 2016) was een Belgisch sportjournalist.

## Biografie
Baert ging in de jaren 80 aan de slag bij de toenmalige BRT als sportverslaggever. In 1989, bij de opstart van VTM, verhuisde hij naar deze nieuwe commerciële zender. Baert was gespecialiseerd in gemotoriseerde sporten zoals de Formule 1. Baert werkte ook voor Play Sports en presenteerde daar het programma Pitstop TV. Ook bij TV Limburg had hij een vaste rubriek. 
Baert overleed aan huidkanker op 52-jarige leeftijd. Zijn vriend Freddy Loix droeg zijn zege in de Rally van Wallonië op 1 mei op aan Baert.